# Kentarō Seki
Kentarō Seki (jap. 関 憲太郎 Seki Kentarō; ur. 9 marca 1986) – japoński piłkarz występujący na pozycji bramkarza. Obecnie występuje w Vegalta Sendai.

## Kariera klubowa
Od 2008 roku występował w klubach Vegalta Sendai i Yokohama FC.